# Orvietana Calcio
Orvietana Calcio là một câu lạc bộ bóng đá Ý đến từ Orvieto, Umbria.

## Lịch sử
Nó được thành lập vào năm 1910.
Trong mùa 2011-12, đội đã xuống hạng Eccellenza.

## Màu sắc và huy hiệu
Màu sắc của nó là đỏ và trắng.

## Lịch sử tham gia
- - Second Division: 1931–33
  - Serie C: 1947–48
  - Serie D: 1967–78
  - Promozione (Thăng hạng): 1992–93
  - Eccelenza: 1993–2001
  - Serie D: 2001–12